# Williamson megye (Texas)
Williamson megye az Amerikai Egyesült Államokban, azon belül Texas államban található. Megyeszékhelye Georgetown, legnagyobb városa Round Rock. Lakosainak száma 609 017 fő (2020. április 1.). Williamson megye Bell, Bastrop, Milam, Lee, Travis és Burnet megyékkel határos.

## Népesség
A megye népességének változása:
| Lakosok száma | 426 713 | 442 339 | 456 359 | 471 014 | 508 514 | 609 017 |
|               | 2010    | 2011    | 2012    | 2013    | 2015    | 2020    |